# Rainbow Warrior III
Rainbow Warrior III (v překladu Duhový bojovník III) je loď organizace Greenpeace, která byla spuštěna na vodu v Německu 14. října 2011.. Jedná se o první loď z flotily Greenpeace, která byla touto organizací navržena. Pro svůj pohyb by měla vyžívat primárně sílu větru.

## Konstrukce
Loď byla navržena amsterdamskou společností Gerard Dijkstra & Partners. Trup je vyroben z oceli, nástavba a ráhnoví pak z hliníku. Primárně bude využívat větrnou energii, je však připraven záložní diesel-elektrický motor Volvo Penta D65A MT. Stavba byla svěřena německé firmě Fassmer a začala roku 2010 v Gdaňsku, než byl trup přemístěn k dokončení do Brém. Celková cena kontraktu byla 23 miliónů eur. Samotná výstavba byla financována sponzorskými dary a aukcí, při níž si zájemce mohl koupit svou část lodě a tím tak přispět na její vybudování.

## Služba
Dne 1. května 2014 se Rainbow Warrior, pod velením kapitána Petera Willcoxe, spolu s lodí Esperanza pokusil zabránit ruskému ropnému tankeru Michail Uljanov zakotvit v nizozemském přístavu Rotterdam. Po neúspěšných výzvách nizozemských úřadů o ukončení této činnosti byl odtažen do jiné části přístavu a Michail Uljanovsk nakonec zakotvil.